# Deronectes witzgalli
Deronectes witzgalli là một loài bọ cánh cứng trong họ Bọ nước. Loài này được Fery & Brancucci miêu tả khoa học năm 1997.